# Gregory J. Markopoulos
Gregory J. Markopoulos (* 12. März 1928 in Toledo, Ohio; † 12. November 1992 in Freiburg im Breisgau) war ein US-amerikanischer Avantgarde-Filmemacher.

## Leben
Das Kind griechischer Einwanderer begann als zwölfjähriger Jugendlicher mit der 8-mm-Kamera zu filmen, mit 18 drehte er seine Trilogie Du sang, de la volupte, et de la mort (Vom Blut, von der Begierde und vom Tod, 1947–1948) und studierte dann an der USC School of Cinematic Arts, unter anderem bei Joseph von Sternberg. Danach in New York City ansässig, galt er in den 1960er Jahren als ein führendes Mitglied der New-American-Cinema-Bewegung um die unabhängige Film-makers’ Cooperative, und dies nicht nur als Filmemacher, sondern auch – in seinen Beiträgen zur Zeitschrift Film Culture – als Theoretiker.
Markopoulos war einerseits Klassizist, andererseits Avantgardist. Er besann sich in seinem Werk auf die alteuropäischen Wurzeln der modernen Kultur (die Dialoge Charmides und Lysis von Platon, Der gefesselte Prometheus von Aischylos) und versuchte sie zugleich zu überwinden. Er sah den Film als das Medium zur Gewinnung einer ganzheitlichen Perspektive für die Künste und beabsichtigte, die Einheit von Musik, Malerei und Literatur in ihm zu erreichen. 1963 schrieb er in seinem Essay Towards a New Narrative Film Form „Ich nehme mir eine neue Erzählform durch die Verschmelzung der klassischen Montagetechnik mit einem abstrakteren System vor, indem ich kurze Filmphrasen benutze, die Gedankenbilder hervorrufen.“ Umgesetzt wurde diese an James Joyce und seine Bewusstseinsstrom-Technik erinnernde Vorgehensweise im gleichen Jahr 1963 in Markopoulos’ Film Twice A Man, in dem die Handlung der mythologischen Figuren Hippolytus und Phaedra mit „musikalisch-mathematisch“ organisierten Bild- und Tonstrukturen verwoben ist.
Für The Illiac Passion (1967) gewann er seine Künstlerkollegen Andy Warhol, Jack Smith und Taylor Mead als Darsteller.
1967 verließ er die Vereinigten Staaten mit seinem Lebensgefährten, dem ebenfalls als Experimentalfilmer tätigen Robert Beavers, und sie lebten bis zu seinem Tod 1992 in Europa, vor allem in Griechenland und Deutschland. Der Grund dafür lag in seiner zunehmenden Verbitterung über die Kommerzialisierung der unabhängigen Filmszene in Amerika. Er verbot die Aufführung seiner Filme, gab keine Interviews mehr und verlangte von P. Adams Sitney, das Kapitel über ihn aus der Neuauflage des Standardwerkes Visionary Film (1974) herauszunehmen.
Markopoulos widmete seinen Film (A)lter (A)ction (1968) Rosa von Praunheim, der vor seinem Durchbruch als Regieassistent für ihn arbeitete.
1996 war Markopoulos eine Retrospektive im Whitney Museum of American Art gewidmet, 2012 im Pacific Film Archive, 2014 in den Anthology Film Archives und im Österreichischen Filmmuseum.

## Filmografie
- 1948: Du sang, de la volupté et de la mort, part I: Psyche (Kurzfilm)
- 1948: Du sang, de la volupté et de la mort, part II: Lysis (Kurzfilm)
- 1948: Du sang, de la volupté et de la mort, part III: Charmides (Kurzfilm)
- 1948: The Dead Ones (Kurzfilm)
- 1949: Flowers of Asphalt (Kurzfilm)
- 1950: Swain (Kurzfilm)
- 1951: Arbres aux champignons
- 1953: Eldora (Kurzfilm)
- 1958: Galini
- 1963: Dionysus
- 1964: Award Presentation to Andy Warhol
- 1964: Twice a Man
- 1965: Death of Hemingway
- 1966: Ming Green (Kurzfilm)
- 1966: Galaxie
- 1967: The Illiac Passion
- 1967: Bliss (Kurzfilm)
- 1967: Divine Damnation
- 1967: Eros, O Basileus
- 1967: Gammelion
- 1967: Himself as Herself
- 1967: Through a Lens Brightly: Mark Turbyfill
- 1968: (A)lter (A)ction
- 1968: Mysteries
- 1969: Index Hans Richter (Kurzfilm)
- 1969: Sorrows (Kurzfilm)
- 1970: Genius
- 1971: 35, Boulevard General Koenig
- 1971: Doldertal 7
- 1971: Hagiographia

## Ausstellung
- Exhibition Gregory J. Markopoulos: Mythic Themes, Portraiture and Films of Place New York City, New York 1999